# Birkî, Oleksandrivka
Birkî (în ucraineană Бірки) este o comună în raionul Oleksandrivka, regiunea Kirovohrad, Ucraina, formată numai din satul de reședință. În secolul al XIX-lea, satul făcea parte din volostul Oleksandrivka, uezdul Ciîhîrîn.

## Demografie
Componența lingvistică a comunei Birkî
     Ucraineană (97,3%)
     Rusă (2,32%)
     Alte limbi (0,32%)
Conform recensământului din 2001, majoritatea populației comunei Birkî era vorbitoare de ucraineană (97,3%), existând în minoritate și vorbitori de rusă (2,32%).